# Tarsac
Tarsac – miejscowość i gmina we Francji, w regionie Oksytania, w departamencie Gers.
Według danych na rok 1990 gminę zamieszkiwało 181 osób, a gęstość zaludnienia wynosiła 40 osób/km² (wśród 3020 gmin regionu Midi-Pyrénées Tarsac plasuje się na 882. miejscu pod względem liczby ludności, natomiast pod względem powierzchni na miejscu 1527.).